# FriendFeed
FriendFeed fue un agregador en tiempo real que permitió ver en un solo lugar las actualizaciones de noticias de medios y redes sociales, blogs y microblogs, así como de cualquier fuente de noticias en formatos RSS y Atom. Con la información consolidada se podían crear hilos de conversación nuevos que podían compartirse con amigos.
De acuerdo con el sitio web de FriendFeed, su objetivo era obtener contenido relevante y útil para el usuario, utilizando las redes sociales y otras herramientas existentes como método para descubrir información.
Los fundadores del sitio web son todos exempleados de Google Inc., que participaron en el lanzamiento de servicios como Gmail y Google Maps; entre ellos están Paul Buchheit, Jim Norris, Sanjeev Singh y Bret Taylor. El capital riesgo es provisto por la inversora Benchmark Capital. FriendFeed tiene su sede en Mountain View, California, y el sitio web tenía alrededor de un millón de visitas mensuales.
El 10 de agosto de 2009, Facebook Inc. llegó a un acuerdo para adquirir FriendFeed. FriendFeed fue comprado por USD$ 15 millones en efectivo, y $32.5 millones en acciones de Facebook.
Fue cerrado el 9 de abril de 2015 aduciendo un descenso muy considerable de usuarios.